# 212796 Guoyonghuai
212796 Guoyonghuai este o planetă minoră (asteroid) din centura de asteroizi. A fost descoperită pe 9 octombrie 2007 la Xuyi County⁠(d) de Observatorul de pe Muntele Purpuriu⁠(d). 
Obiectul prezintă o orbită caracterizată de o semiaxă mare de 2,6804695808789 UAi, o excentricitate de 0,02, o înclinație de 5,3 ° în raport cu ecliptica.